# Daljinsko upravljanje
Daljinsko upravljanje je način da se mašina snabde uputstvima neophodnim da bi se snašla u okruženju. Tako roboti sa tračkom inteligencije obavljaju značajne poslove u nauci, industriji, medicini, arheologiji, čak i u poslovima policije. Današnji roboti uglavnom nisu sposobni da samostalno donose odluke. Stajali bi bespomoćno da nema ljudi koji mi daju uputstvo preko upravljača povezanih žica ili radio-vezom. Strogo uzevši, to i nisu baš pravi roboti, već mašine koje slepo izvršavaju naređenja. 